# منطقة هوكوريكو

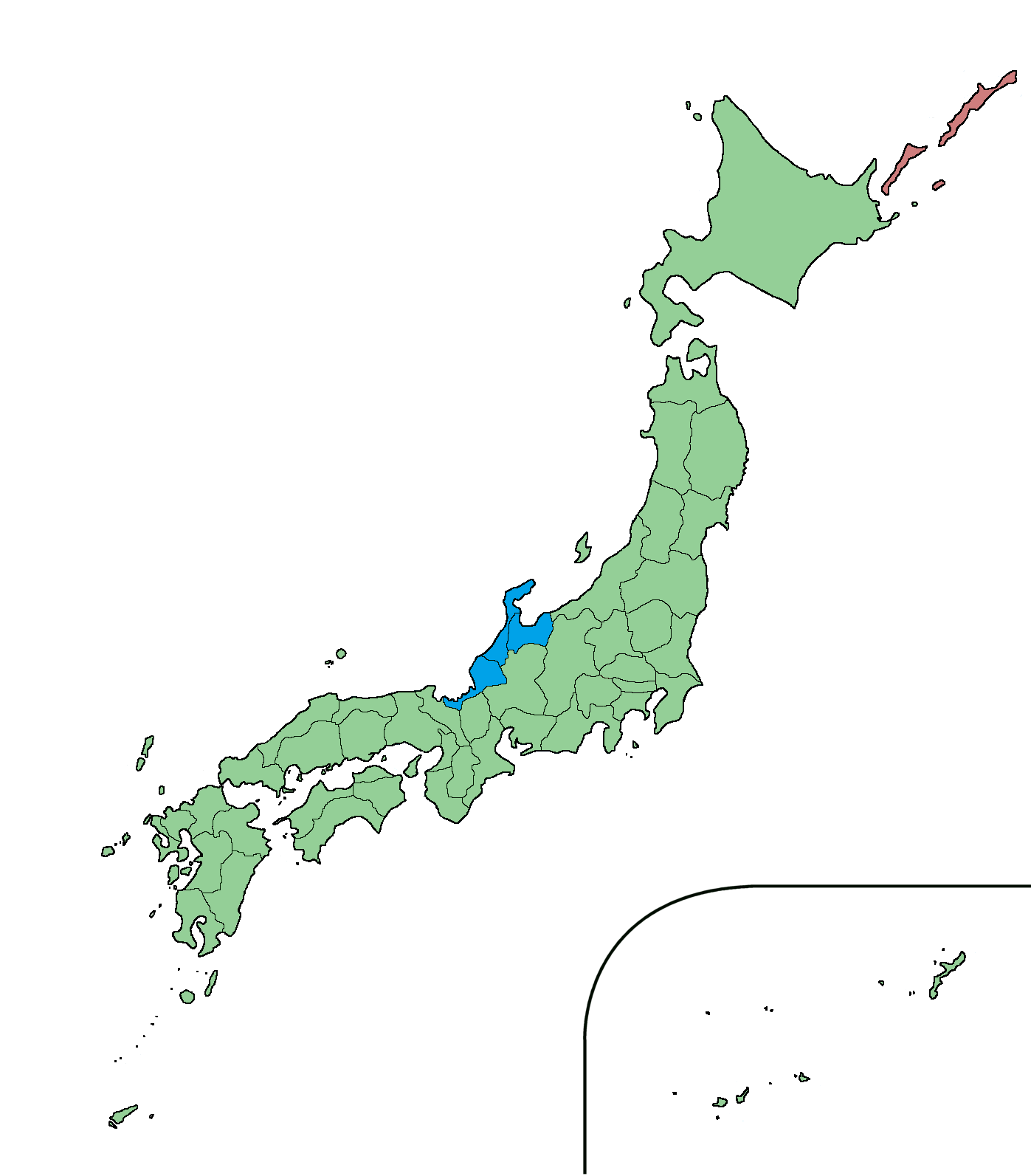

منطقة هوكوريكو (باليابانية: 北陸地方 Hokuriku chihō) والتي تعني بشكل حرفي منطقة الأراضي الشمالية، هي جزء من المنطقة الواقعة على بحر اليابان ضمن منطقة تشوبو وهي المنطقة الوسطى في الجزيرة الرئيسية هونشو في أراضي اليابان.
تتضمن هذه المنطقة ثلاث محافظات هي: محافظة توياما، محافظة إيشيكاوا ومحافظة فوكوئي.
أحياناً تضم محافظة نييغاتا إلى هذه المنطقة وأحياناً لا.
تبلغ مساحة المنطقة 12,621.99 كم مربع، وتعداد سكانها 3,110,925 نسمة، بحسب إحصاءات عام 2005.